# Giro di Romagna 1970
Il Giro di Romagna 1970, quarantaseiesima edizione della corsa, si svolse il 1º maggio 1970 su un percorso di 220 km. La vittoria fu appannaggio dell'italiano Davide Boifava, che completò il percorso in 5h37'00", precedendo il connazionale Roberto Poggiali e il danese Ole Ritter.

## Ordine d'arrivo (Top 10)
| Pos. | Corridore        | Squadra        | Tempo    |
| ---- | ---------------- | -------------- | -------- |
| 1    | Davide Boifava   | Molteni        | 5h37'00" |
| 2    | Roberto Poggiali | Salvarani      | s.t.     |
| 3    | Ole Ritter       | Germanvox-Wega | a 27"    |
| 4    | Giuseppe Rosolen | Filotex        | s.t.     |
| 5    | Gösta Pettersson | Ferretti       | s.t.     |
| 6    | Marino Basso     | Molteni        | a 1'32"  |
| 7    | Luigi Sgarbozza  | Dreher         | s.t.     |
| 8    | Adriano Durante  | Scic           | s.t.     |
| 9    | Franco Bitossi   | Filotex        | s.t.     |
| 10   | Eraldo Bocci     | Ferretti       | s.t.     |